# Nationale 1 1966-1967
La Nationale 1 1966-1967 è stata la 45ª edizione del massimo campionato francese di pallacanestro maschile. La vittoria finale è stata ad appannaggio del Bagnolet.

## Risultati

### Fase a gironi

#### Gruppo A
|    | Squadra           | G  | V  | N | P  | PF   | PS   | P.ti | Qualificazione            |
| -- | ----------------- | -- | -- | - | -- | ---- | ---- | ---- | ------------------------- |
| 1. | ASVEL             | 14 | 11 | 0 | 3  | 1025 | 895  | 36   | girone finale             |
| 2. | Bagnolet          | 14 | 10 | 1 | 3  | 1196 | 895  | 35   | girone finale             |
| 3. | RCM Tolosa        | 14 | 7  | 1 | 6  | 810  | 875  | 29   |                           |
| 4. | P.U.C.            | 14 | 7  | 0 | 7  | 974  | 894  | 28   |                           |
| 5. | AS Saint-Étienne  | 14 | 7  | 0 | 7  | 779  | 810  | 28   | retrocesse in Nationale 2 |
| 6. | Roanne            | 14 | 7  | 0 | 7  | 815  | 841  | 28   | retrocesse in Nationale 2 |
| 7. | Olympique Antibes | 14 | 6  | 0 | 8  | 915  | 936  | 26   | retrocesse in Nationale 2 |
| 8. | Strasburgo        | 14 | 0  | 0 | 14 | 665  | 1033 | 14   | retrocesse in Nationale 2 |

#### Gruppo B
|    | Squadra              | G  | V  | N | P  | PF   | PS   | P.ti | Qualificazione            |
| -- | -------------------- | -- | -- | - | -- | ---- | ---- | ---- | ------------------------- |
| 1. | Denain               | 14 | 13 | 0 | 1  | 1297 | 1034 | 40   | girone finale             |
| 2. | SCM Le Mans          | 14 | 11 | 0 | 3  | 1071 | 886  | 36   | girone finale             |
| 3. | ABC Nantes           | 14 | 9  | 1 | 4  | 1037 | 776  | 33   |                           |
| 4. | Caen                 | 14 | 7  | 1 | 6  | 1041 | 988  | 29   |                           |
| 5. | Stade français       | 14 | 6  | 1 | 7  | 909  | 990  | 27   | retrocesse in Nationale 2 |
| 6. | Auboué               | 14 | 4  | 1 | 9  | 925  | 1037 | 23   | retrocesse in Nationale 2 |
| 7. | Charleville-Mézières | 14 | 2  | 0 | 12 | 775  | 1011 | 18   | retrocesse in Nationale 2 |
| 8. | Valenciennes         | 14 | 2  | 0 | 12 | 844  | 1177 | 18   | retrocesse in Nationale 2 |

### Fase finale
|    | Squadra     | G | V | N | P | PF  | PS  | P.ti |
| -- | ----------- | - | - | - | - | --- | --- | ---- |
| 1. | Bagnolet    | 6 | 4 | 0 | 2 | 514 | 480 | 14   |
| 2. | ASVEL       | 6 | 4 | 0 | 2 | 462 | 439 | 14   |
| 3. | Denain      | 6 | 3 | 0 | 3 | 519 | 510 | 14   |
| 4. | SCM Le Mans | 6 | 1 | 0 | 5 | 487 | 553 | 8    |

| Nationale 1 1966-1967 |
| --------------------- |
| Bagnolet 3º titolo    |

## Formazione vincitrice
| N° | Naz.               | Ruolo | Sportivo           |  | Alt. |  |
| -- | ------------------ | ----- | ------------------ |  | ---- |  |
|    | Francia (bandiera) | C     | Jean-Marie Jouaret |  | 193  |  |
|    | Francia (bandiera) | AP    | Maxime Dorigo      |  | 192  |  |
|    | Francia (bandiera) | P     | Laurent Dorigo     |  | 186  |  |